# Aidonia
Aidonia, född Sheldon Aitana Lawrence 6 april 1981 i Jamaica, är en jamaicansk dancehallmusiker. Aidonia uppträder dels som soloartist och dels tillsammans med gruppen J.O.P. (Jag One Production). Hans första hit var "Lolly" som släpptes 2005 under namnet Idonia som han sporadiskt använder. Han har sedan dess samarbetat med några av de största namnen inom dancehall, till exempel Vybz Kartel, Beenie Man och Elephant Man. 